# Columbia Graphophone Company
La Columbia Graphophone Company è stata una delle più antiche aziende discografiche britanniche. Nel marzo 1931, unendosi alla Gramophone Company, dette origine alla EMI (Electric and Musical Industries Ltd), diventando una etichetta discografica di successo tra gli anni '50 e '60. Il nome originario venne comunque mantenuto fino al 1973, anno in cui fu ribattezzata ufficialmente EMI Records.